# Дубина (Тростянецкая поселковая община)
Дубина (укр. Дубина) — посёлок, входит в Тростянецкий район Винницкой области Украины.
Население по переписи 2001 года составляло 214 человек. Почтовый индекс — 24312. Телефонный код — 4343. Занимает площадь 0,25 км². Код КОАТУУ — 524180602.

## Местный совет
Вінницька обл., Тростянецький р-н, с. Буди, вул. 50-річчя Жовтня, 45